# دشت نیزه‌وران
دشت نیزه‌وران از سرزمین‌های اساطیری ایران و شاهنامه است که در میان‌رودان قرار داشته و مرکز فرمانروایی مرداس پدر ضحاک بوده‌است. برخی دشت نیزه‌وران سرزمین آشوریان و برخی محققان سرزمین عرب‌ها می‌دانند.

## نیزه‌وران در شاهنامه
از کشور یا دشت نیزه‌وران فقط در زمان مرداس پدر ضحاک نام برده می‌شود و مربوط به دوران بسیار کهن است، زمانی‌که هنوز تأسیس کشورها مفهوم آشکاری نداشتند حتا کشور ایران نیز وجود خارجی نداشت اگر از کشور ایران و توران در شاهنامه بعدها نامی‌برده می‌شود به دوران بعد از سیادت نیزه‌وران است. دشت نیزه‌وران اغلب موارد همواره همراه خنجر گزاران ذکر می‌گردد که احتمالاً از مقدم‌ترین تمدن‌های قوم تازیان هستند.
مرداس بر خلاف پسرش ضحاک حاکم نیک سرشتی بود که بسیار به درماندگان قوم عرب کمک می‌نمود و به آن‌ها بز و چهار پایان مفید دیگری پیشکش می‌کرد تا ضعیفان بتوانند مایحتاج‌شان را بی رنج و مشقّت بدست آورند. همچنین مرداس مردی دیندار و مؤمن بود و هر پگاه برای عبادت به معبد راهی می‌شد و عاقبت در همین مسیر توسط پسرش ضحاک در چاهی فرو افتاد و مرد. شاهنامه از مرداس و کشورش اینگونه سخن می‌راند:
| یکی مرد بود اندر آن روزگار   |  | ز دشت سواران نیزه گذار       |
| گرانمایه هم شاه و هم نیک مرد |  | ز ترس جهاندار با باد سرد     |
| که مرداس نام گرانمایه بود    |  | به داد و دهش برترین پایه بود |